# スコット・ポドセドニック
- スコット・ポセードニク
- スコット・ポドセドニク

スコット・エリック・ポドセドニック（Scott Eric Podsednik , 1976年3月18日 - ）はアメリカテキサス州ウェスト出身のプロ野球選手（外野手）。チェコ系アメリカ人。苗字の発音はpuh-SED-nikだが、日本ではポセードニク、ポドセドニクなどと表記される事もある。

## 経歴
1994年ドラフト3位指名でウェスト高校からテキサス・レンジャーズに入団。高校時代はスポーツ万能で、バスケットボールやトラック競技で表彰を受け、テキサス大学、テキサスA&M大学、テキサスキリスト教大学から200メートル競走やハードル競争の選手として奨学金の申し出を受けた。

### マイナー時代
入団当初は思うような活躍ができず、フロリダ・マーリンズ、再びレンジャーズ、シアトル・マリナーズといくつかの球団のマイナーを転々とした。
2001年4月にマリナーズ傘下の3Aで11試合連続ヒットをマークし、好調な滑り出しを見せたものの、左膝を痛めてしまい故障者リスト入りを余儀なくされた。しかし、復帰後も好調を維持し、約1ヶ月後の7月6日、ついに念願のメジャーへ初昇格を果たす。しかし、7月26日には再び3Aへ降格。この年のメジャーでの成績は打率.167（6打数1安打）、3打点に終わった。この年のシーズンオフに参加したプエルトリコのウィンターリーグでは、31試合に出場して打率.467、11打点と大活躍した。
翌年も開幕は3Aで迎えることとなったが、打率.279、9本塁打、61打点と結果を出すと、ロースター枠が拡大される9月にメジャーへ再昇格を果たした。10月にウェイバー公示を経てミルウォーキー・ブルワーズへ移籍。

### ミルウォーキー・ブルワーズ
2003年はジェフ・ジェンキンスの故障に伴い開幕から左翼手で起用され、以降は中堅手のレギュラーに定着。チームが10連勝をマークした8月には、新人としてはリーグトップとなる10二塁打、ニューヨーク・メッツのホセ・レイエス遊撃手と並ぶ39安打（107打数）をマークするなど活躍した。その月は27試合の出場で打率.364、3本塁打、16打点を挙げて、ナショナルリーグの月間最優秀新人にも選出された。最終的には打率.314（リーグ8位）、43盗塁（リーグ2位。1位はフアン・ピエール外野手の65個。）、175安打（リーグ14位）、100得点（リーグ13位）、8三塁打（リーグ3位）と、新人野手の中ではリーグトップの成績を残した。他にも9本塁打、58打点をマークするなど、ナ・リーグ新人王争いではマーリンズのドントレル・ウィリスに次ぐ次点の評価を得た。
2004年は出塁率.313ながら持ち前の脚力を生かして70盗塁を記録して初めてのタイトルとなる盗塁王を獲得。

### シカゴ・ホワイトソックス
その年のオフ、リード・オフ・マンの候補を探していたホワイトソックスにカルロス・リー外野手との交換トレードで移籍。2005年は1番打者として同じく新加入した2番打者の井口資仁とともにオジー・ギーエン監督の目指す機動力野球の重要なキーマンとなった。
7月のMLBオールスターゲームでは32番目の選手を決める最終投票で、ニューヨーク・ヤンキースのデレク・ジーターを抑えて選出された。この年は途中で左足の内転筋を傷めて故障者リスト入りしたこともあったが、129試合に出場して、打率.290、147安打、59盗塁（リーグ2位。1位はロサンゼルス・エンゼルスのショーン・フィギンズ内野手。）をマーク。特に盗塁数は1983年のルディ・ロウに次ぐ球団史上2位の記録となり、チームの地区優勝に大きく貢献した。
プレーオフでも2本塁打を放つ活躍で、ヒューストン・アストロズとのワールドシリーズ第2戦ではワールドシリーズ史上14本目となるサヨナラホームランを放った。その際に使用されたバットは野球殿堂博物館に展示されている。ちなみに、この年、ポドセドニックはレギュラーシーズンでは1本もホームランを打っていなかった。
2006年は牽制死が増えた他、精神的なスランプにも陥り打率.261、OPS.683に終わる。オフには肩力の強化に専念し、股関節の手術も受けた。
2007年は手術の影響で開幕に間に合わず62試合の出場に留まる。終盤はジョシュ・フィールズの外野手転向に伴いプレー機会を奪われ、オフに解雇された。

### ホワイトソックス退団後
2008年7月28日、コロラド・ロッキーズとマイナー契約し、後にメジャー昇格。
2009年4月14日、古巣ホワイトソックスとマイナー契約。5月1日にメジャー復帰を果たし、6年ぶりに打率3割を越え、30盗塁もマークした。
2010年1月8日、カンザスシティ・ロイヤルズと1年175万ドル（約1億6000万円）の契約で合意した。2011年の契約はチームオプションだったが、6月28日マイナーリーグの選手2名とトレードされロサンゼルス・ドジャースへ移籍。ドジャースでは9月上旬に足の故障でシーズンを終えた。
2011年2月16日、トロント・ブルージェイズとマイナー契約を結んだが、5月11日に解雇され、22日にフィラデルフィア・フィリーズとマイナー契約を結ぶ。
2012年、ボストン・レッドソックスで2年ぶりのメジャー復帰を果たす。

## 年度別打撃成績
| 年 度      | 球 団      | 試 合 | 打 席 | 打 数 | 得 点 | 安 打 | 二 塁 打 | 三 塁 打 | 本 塁 打 | 塁 打 | 打 点 | 盗 塁 | 盗 塁 死 | 犠 打 | 犠 飛 | 四 球 | 敬 遠 | 死 球 | 三 振 | 併 殺 打 | 打 率 | 出 塁 率 | 長 打 率 | O P S |
| ---------- | ---------- | ----- | ----- | ----- | ----- | ----- | -------- | -------- | -------- | ----- | ----- | ----- | -------- | ----- | ----- | ----- | ----- | ----- | ----- | -------- | ----- | -------- | -------- | ----- |
| 2001       | SEA        | 5     | 6     | 6     | 1     | 1     | 0        | 1        | 0        | 3     | 3     | 0     | 0        | 0     | 0     | 0     | 0     | 0     | 1     | 1        | .167  | .167     | .500     | .667  |
| 2002       | SEA        | 14    | 25    | 20    | 2     | 4     | 0        | 0        | 1        | 7     | 5     | 0     | 0        | 0     | 1     | 4     | 0     | 0     | 6     | 1        | .200  | .320     | .350     | .670  |
| 2003       | MIL        | 154   | 628   | 558   | 100   | 175   | 29       | 8        | 9        | 247   | 58    | 43    | 10       | 8     | 2     | 56    | 2     | 4     | 91    | 11       | .314  | .379     | .443     | .822  |
| 2004       | MIL        | 154   | 712   | 640   | 85    | 156   | 27       | 7        | 12       | 233   | 39    | 70    | 13       | 6     | 1     | 58    | 2     | 7     | 105   | 7        | .244  | .313     | .364     | .677  |
| 2005       | CWS        | 129   | 568   | 507   | 80    | 147   | 28       | 1        | 0        | 177   | 25    | 59    | 23       | 6     | 5     | 47    | 0     | 3     | 75    | 7        | .290  | .351     | .349     | .700  |
| 2006       | CWS        | 139   | 592   | 524   | 86    | 137   | 27       | 6        | 3        | 185   | 45    | 40    | 19       | 8     | 4     | 54    | 1     | 2     | 96    | 7        | .261  | .330     | .353     | .683  |
| 2007       | CWS        | 62    | 235   | 214   | 30    | 52    | 13       | 4        | 2        | 79    | 11    | 12    | 5        | 4     | 0     | 13    | 0     | 4     | 36    | 9        | .243  | .299     | .369     | .668  |
| 2008       | COL        | 93    | 181   | 162   | 22    | 41    | 8        | 1        | 1        | 54    | 15    | 12    | 4        | 1     | 1     | 16    | 0     | 1     | 28    | 3        | .253  | .322     | .333     | .655  |
| 2009       | CWS        | 132   | 587   | 537   | 75    | 163   | 25       | 6        | 7        | 221   | 48    | 30    | 13       | 6     | 2     | 39    | 1     | 3     | 74    | 8        | .304  | .353     | .412     | .764  |
| 2010       | KC         | 95    | 435   | 390   | 46    | 121   | 8        | 6        | 5        | 156   | 44    | 30    | 12       | 10    | 6     | 29    | 1     | 0     | 57    | 5        | .310  | .353     | .400     | .753  |
| 2010       | LAD        | 39    | 160   | 149   | 17    | 39    | 6        | 1        | 1        | 50    | 7     | 5     | 3        | 0     | 0     | 11    | 0     | 0     | 26    | 5        | .262  | .313     | .336     | .648  |
| '10計      | LAD        | 134   | 595   | 539   | 63    | 160   | 14       | 7        | 6        | 206   | 51    | 35    | 15       | 10    | 6     | 40    | 1     | 0     | 83    | 10       | .297  | .342     | .382     | .724  |
| 2012       | BOS        | 63    | 216   | 199   | 19    | 60    | 7        | 0        | 1        | 70    | 12    | 8     | 2        | 8     | 2     | 6     | 0     | 1     | 35    | 3        | .302  | .322     | .352     | .674  |
| 通算：11年 | 通算：11年 | 1079  | 4346  | 3906  | 563   | 1096  | 178      | 41       | 42       | 1482  | 312   | 309   | 104      | 57    | 24    | 333   | 7     | 25    | 630   | 67       | .281  | .339     | .379     | .719  |

- 2012年度シーズン終了時
- 各年度の太字はリーグ最高

### タイトル
- 盗塁王：1回（2004年）

## エピソード
- 現役時代には2005年1月1日放送のTBS系「最強の男は誰だ!壮絶筋肉バトル!!スポーツマンNo.1決定戦」に出演のため来日。総合4位の成績を収めた。